# Indignazione

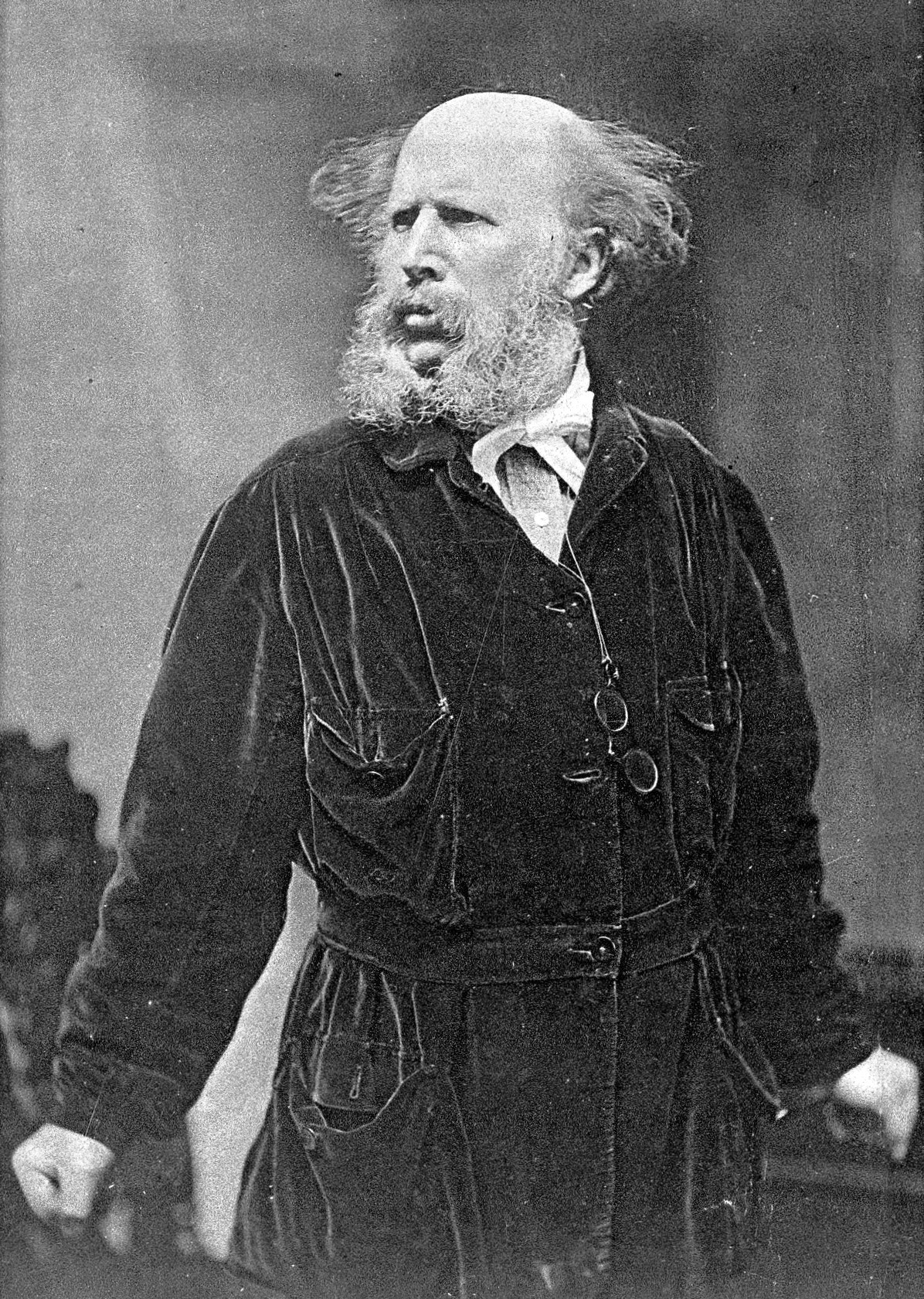
Simulazione corporea di un'espressione indignata mediante una scrollata di spalle, da

L'indignazione è un'emozione umana, che si esprime, in genere, in modo discreto, e che consiste nel provare un sentimento costituito da un misto di sdegno, risentimento o riprovazione, nei confronti di persone o comportamenti, individuali o generalizzati, che sono considerati riprovevoli perché ritenuti offensivi in sé o nei confronti del proprio senso morale (più che offensivi nei confronti della propria singola persona).
L'indignazione spesso si esprime come disgusto, disprezzo, rabbia o collera, risentimento, biasimo legati a qualcosa che è giudicato ingiusto o sbagliato.

## Definizione
L'indignazione, più in dettaglio, è stata definita anche come "un'emozione sociale distinta con cui si esprime disapprovazione per un'azione biasimevole che si percepisce, in modo esplicito, come violazione dell'ordine e, in modo implicito, come un abuso nei confronti della propria identità.
L'indignazione è percepita spesso come un significato intercambiabile con "rabbia". I due termini sono stati visti come molto simili perché tra loro correlati. La differenza principale è che l'indignazione è un tipo di rabbia che nasce da una causa legata a un evento molto specifico. L'indignazione in sé non è stata molto oggetto autonomo di ricerca, proprio per la sua stretta associazione alla rabbia. È stato affermato che "un'ampia ricerca in letteratura scientifica non ha prodotto una sola definizione coerente di cosa voglia dire indignazione".
L'indignazione è un'emozione correlata all'attribuzione che rende questa emozione un'esperienza molto personale per chi la vive. Il provare indignazione è stato descritta anche come in opposizione al provare "rispetto".

### Indignazione sociale
Negli anni trenta del Novecento, il sociologo danese Svend Ranulf (1894-1953), interrogandosi sull'ascesa del Nazismo nell'Europa post-bellica, ha messo in relazione la condizione emozionale a una precisa classe sociale, da lui individuata nella cosiddetta classe media: per Ranulf, l'indignazione morale nasce dalla propensione della classe media a esercitare, sui propri membri, un'intensa repressione degli istinti che si sostanzia in «un grado eccezionalmente alto di auto-limitazione [...] e frustrazione dei [...] desideri naturali». Nella definizione di Ranulf, l'"indignazione morale" è "l'emozione che sta dietro alla tendenza disinteressata a infliggere punizioni, disinteressata perché non ottiene alcun vantaggio diretto dal punire, ma solo il mascheramento, più o meno riuscito, di un tipo di invidia, se intendiamo il termine 'invidia' non in senso peggiorativo ma in un senso eticamente neutro, come è usato da Erodoto".